# Старший матрос
Старший матрос — військове звання у військово-морських силах Військово-Морських Силах ЗСУ та Морської охорони України, також присутнє в військово-морських силах багатьох інших держав. Надається за зразкове виконання службових обов'язків та зразкову військову дисципліну найкращим матросам, які в період відсутності командирів відділень замінюють їх. 
В  Військово-Морських Силах ЗСУ військове звання старший матрос молодше за рангом від звання старшина II статті та старше від матроса.
У Сухопутних військах та Повітряних силах Збройних сил України це звання відповідає званню старший солдат. В деяких арміях світу в категорії армійських військовослужбовців звання старший матрос може відповідати військовому званню єфрейтор (Росія, Німеччина).

## Україна

### Звання вВійськово-Морських Силах Збройних Силах України
Збройні Сили України які були засновані у 1991 році внаслідок розпаду СРСР, з частини Чорноморського флоту ВМС СРСР перейняли радянський зразок військових звань, а також радянських знаків розрізнення. Серед військових звань солдатського і матроського складу знаходилося звання старший матрос.
Знаками розрізнення старшого матроса була одна стрічки на погоні (знаки розрізнення перейняті від Радянського флоту і які були введені в ній в 1943 році).

#### Зміни2009року
В 2009 році була зроблена спроба зміни знаків розрізнення військовослужбовців Збройних сил України.  Ці нововведення були спрямовані на наближення до стандартів НАТО. Стрічки на погонах солдатського, матроського, сержантського та старшинського складу повинні були замінені на знаки розрізнення у вигляді певної кількості кутів. Слід зауважити, що знаки розрізнення мічманів та прапорщиків повинні були наближені до сержантського складу (раніше мали знаки розрізнення подібні до офіцерів). Знаками розрізнення старшого матросу за цими нововведеннями ставав один кут на погоні чи на нарукавній нашивці.  
Експериментальні знаки розрізнення 2009 року повністю не набули широкого вжитку. 

#### Реформа2016року
05.07.2016 року був затверджений Президентом України «Проєкт однострою та знаки розрізнення Збройних Сил України», де серед іншого були розглянуті зміни серед військових звань та нові знаки розрізнення військовослужбовців, які стали відрізнятися від попередніх побудованих за радянським зразком.
Здебільшого нововведенні знаки розрізнення солдатського, матроського, сержантського та старшинського складу були побудовані на основі знаків розрізнення 2009 року. 

#### Зміни2017року
18.07.2017 року вийшов наказ Міністерства оборони України №370 «Про затвердження Зразків військової форми одягу та загальних вимог до знаків розрізнення військовослужбовців та ліцеїстів військових ліцеїв» , де частково затверджуються нововведення 2016 року. Так вводилися перехідні знаки розрізнення зі збереженням старих військових звань зразку 1991 року. Старший матрос отримав по одному куту на погон чи нашивку.
20.11.2017 року виходить наказ Міністерства оборони України №606 де уточнюються правила носіння і використання однострою військовослужбовцями. Для корабельного складу ВМС знаками розрізнення стають стрічки на рукавах та на погонах.

#### Зміни2019року
В 2019 році Верховна рада України, затвердила законопроєкт яким скасовувалися звання прапорщик та мічман, а також вводилися нові сержантські та старшинські звання.

#### Реформа2020року
30.06.2020 року виходить наказ Міністерства оборони України №238 «Про внесення змін до наказу Міністерства оборони України від 20 листопада 2017 року  №606» , де фігурують нові сержантські та старшинські звання та надано опис знаків розрізнення. 
4 листопада 2020 року виходить наказ Міністерства оборони України №398 «Про затвердження Змін до Правил носіння військової форми одягу та знаків розрізнення військовослужбовцями Збройних Сил України, Державної спеціальної служби транспорту та ліцеїстами військових ліцеїв», де серед іншого надавався опис знаків розрізнення та опис одностроїв, а також надано зображення знаків розрізнення.
Знаками розрізнення старшого матроса вказано один шеврон (кут) на погоні чи нарукавній нашивці.
Попередні знаки розрізнення старшого матроса, Україна
|           |  |
| 1991-2016 |  |

## Інші держави

### СРСР(1940-1991)
На Російському імператорському флоті серед нижніх чинів були присутні чини матроса 1-ї статті та матроса 2-ї статті. 16 грудня 1917 року після Жовтневого перевороту декретом радянського керівництва були скасовані всі чини, звання та титули часів Російської імперії. 
Після скасування персональних військових звань, в Радянській Росії (а з 1922 року в СРСР) склалася система вжитку посадових рангів. Знаки розрізнення Червоного Флоту, як і попередні часів Тимчасового уряду базувалися на комбінації стрічок різної ширини. В 1920-1921 роках серед посад в РСЧФ була присутня посада старшого матроса, який був старший за матроса, але нижчий від комендора. В 1921 році відбувається зміна посадових рангів і посадовим рангом між матросом та комендором стає марсовий (командир відділення, командир кулемета екіпажу, півекіпажу і окремих флотських рот).
Вже в 1924 році наказом РВР СРСР №807 від 20 червня 1924 року затверджені командно-стройові посади , з відповідними знаками розрізнення. Особовий склад флоту з матросів було перейменовано на червонофлотців.
22 вересня 1935 року у СРСР були введені персональні військові звання. Система військових звань командного складу здебільшого збігалася з колишньою системою військових чинів Російської імперії. Серед рядового та молодшого керівного складу флоту були присутні звання: червонофлотець, командир відділення, старшина, головний боцман. 
У 1940 році були введені генеральські та адміральські звання, які не мали прямого співвідношення зі старими званнями вищого командного складу. Також змінюються військові звання рядового складу та молодшого командного і керівного складу флоту, з’являються звання: старший червонофлотець (рядовий склад), старшина 2-ї статті, старшина 1-ї статті, головний старшина, мічман. За знаки розрізнення старший червонофлотець отримав червону зірку з золотою облямівкою на рукаві (червонофлотець мав зірку без облямівки). 
В 1943 році в Червоній армії та флоті вводяться нові знаки розрізнення, які наближаються до знаків розрізнення армії та флоту Російської імперії. Старший червонофлотець отримує погони з однією вузькою стрічкою («личкою»). На погонах розміщувалася шифровка яка вказувала на приналежність військовика до флоту чи флотилії (напр. БФ- Балтійський флот, ТФ- Тихоокеанський флот). Слід зауважити, що у некорабельного складу флоту (морська піхота, берегова служба, стрілецькі частини, флотська авіація) де молодший командний та командний склади носили військові звання як в Сухопутних силах, рядовий склад мав звання червонофлотець та старший червонофлотець.
В 1946 році звання червонофлотець та старший червонофлотець були замінені на матрос та старший матрос. 
Звання проіснувало до розпаду СРСР у 1991 році і увійшло військову ієрархію більшості держав які утворилися на його уламках.

Знаки розрізнення старшого матроса різних держав

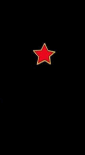
Старший червонофлотець РСЧФ СРСР (1940-1943)
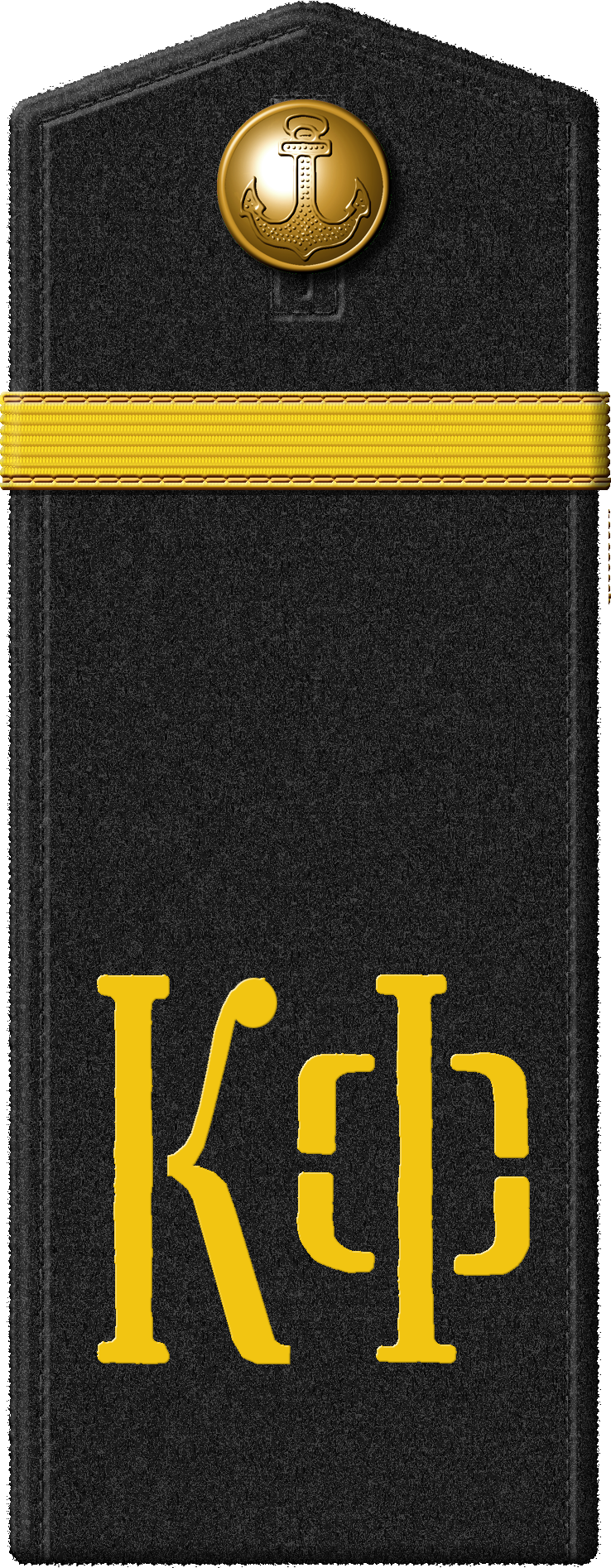
Старший червонофлотець РСЧФ СРСР (1943-1946)
Старший матрос  Російського флоту (з 2010)
Старший матрос Військово-Морських сил Польщі
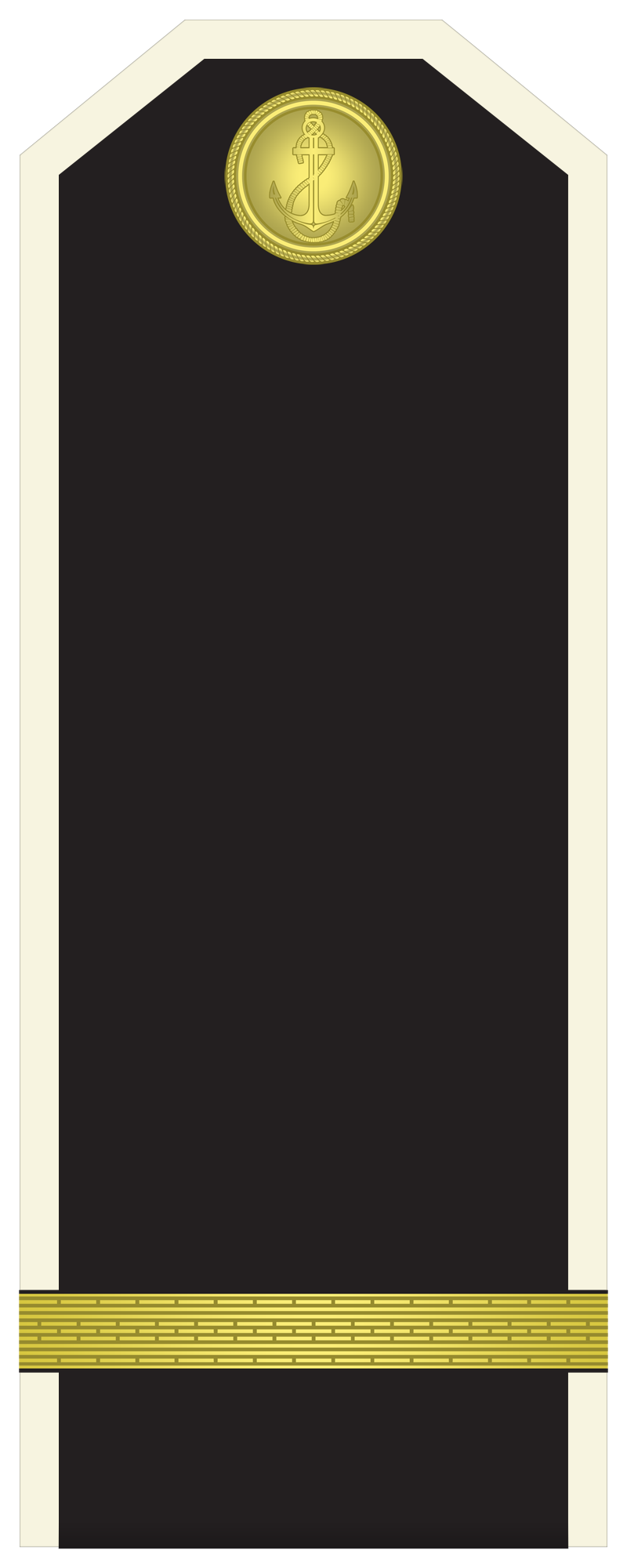
Старший матрос Військово-Морських сил Болгарії